# Chandata taiwana
Chandata taiwana là một loài bướm đêm trong họ Noctuidae.